# کمپتون، کبک
کمپتون (به فرانسوی: Compton) شهری در منطقه شهری کوتیکوک ناحیه استری در استان کبک کانادا است. در سرشماری سال ۲۰۱۱ این شهر ۲٬۹۹۶ نفر جمعیت داشته‌است و مساحت آن ۲۰۵٫۷۲ کیلومتر مربع است.